# Moses Masai
Moses Ndiema Masai (Kapsogom, 1º giugno 1986) è un mezzofondista e maratoneta keniota, medaglia di bronzo nei 10000 metri piani ai Mondiali di Berlino 2009.

## Palmarès
| Anno | Manifestazione          | Sede          | Evento         | Risultato | Prestazione | Note                                     |
| ---- | ----------------------- | ------------- | -------------- | --------- | ----------- | ---------------------------------------- |
| 2004 | Mondiali U20            | Grosseto      | 10000 m piani  | 10º       | 29'32"48    |                                          |
| 2005 | Mondiali di cross       | Saint-Galmier | Corsa U20      | 7º        | 24'19"      |                                          |
| 2005 | Mondiali di cross       | Saint-Galmier | A squadre      | Oro       | 10 p.       |                                          |
| 2005 | Campionati africani U20 | Tunisi        | 5000 m piani   | Oro       | 13'45"15    |                                          |
| 2005 | Campionati africani U20 | Tunisi        | 10000 m piani  | Oro       | 28'30"27    |                                          |
| 2008 | Mondiali di cross       | Edimburgo     | Corsa seniores | 5º        | 35'02"      |                                          |
| 2008 | Mondiali di cross       | Edimburgo     | A squadre      | Oro       | 39 p.       |                                          |
| 2008 | Giochi olimpici         | Pechino       | 10000 m piani  | 4º        | 27'04"11    | Miglior prestazione personale stagionale |
| 2009 | Mondiali                | Berlino       | 10000 m piani  | Bronzo    | 26'57"39    | Miglior prestazione personale stagionale |
| 2012 | Giochi olimpici         | Londra        | 10000 m piani  | 12º       | 27'41"34    |                                          |

## Campionati nazionali
2006
- Oro ai campionati kenioti di corsa campestre - 31'15"

2008
- 8º ai campionati kenioti di corsa campestre - 38'49"

2009
- 4º ai campionati kenioti, 10000 m piani - 27'44"88

## Altre competizioni internazionali
2007
- Bronzo alla World Athletics Final ( Stoccarda), 5000 m piani - 13'39"96
- Bronzo all'Hanžeković Memorial ( Zagabria), 3000 m piani - 7'56"94

2008
- 10º alla World Athletics Final ( Stoccarda), 5000 m piani - 13'46"04
- Argento al Memorial Van Damme ( Bruxelles), 10000 m piani - 27'07"36
- Oro alla Parelloop ( Brunssum) - 27'22"
- 4º alla World 10K Bangalore ( Bangalore) - 28'22"

2009
- Oro alla San Silvestre Vallecana ( Madrid) - 28'02"
- 6º al Cross de l'Acier ( Leffrinckoucke) - 28'25"

2010
- Bronzo al Campaccio ( San Giorgio su Legnano) - 28'56"

2013
- 17º alla Maratona di Dubai ( Dubai) - 2h11'00"
- 10º alla World 10K Bangalore ( Bangalore) - 29'05"

2014
- 5º alla Maratona di Düsseldorf ( Düsseldorf) - 2h10'36"
- 15º alla Mezza maratona di Berlino ( Berlino) - 1h03'27"

2016
- 9º alla Maratona di Francoforte ( Francoforte sul Meno) - 2h13'23"
- Bronzo alla Maratona di Hannover ( Hannover) - 2h15'43"